# NGC 6037
NGC 6037 је спирална галаксија у сазвежђу Змија која се налази на NGC листи објеката дубоког неба.
Деклинација објекта је + 3° 48' 56" а ректасцензија 16h 4m 29,8s. Привидна величина (магнитуда) објекта NGC 6037 износи 14,2 а фотографска магнитуда 15,0. NGC 6037 је још познат и под ознакама MCG 1-41-9, CGCG 51-31, NPM1G +03.0495, KCPG 480A, PGC 56947.